# Naši (seriál)
Naši je slovenský sitcom, který měl premiéru ve čtvrtek 7. ledna 2016 na JOJ, v Česku se vysílala od 6. září 2016 na JOJ Family. Po úspěšné stabilizaci 1. série, JOJ potvrdila i druhou sérii, která se vysílala na Slovensku od 6. září 2016. Byla potvrzena i třetí série, kterou JOJ vysílá od 6. září 2017.

## Předloha
Seriál je natočen podle kanadské předlohy s názvem Les Parents (tj. v češtině "Rodiče"), jenž byl natočen v provincii Quebec. Stanice Ici Radio-Canada Télé jej vysílala ve francouzském znění v letech 2008 až 2016.

## Obsazení
| Postava        | Představitel               | Řady            | Řady            | Řady            | Řady   | Řady   | Řady   | Řady   | Řady   | Řady   | Řady   | Řady   | Řady   | Řady   | Řady   | Řady   |
| Postava        | Představitel               | 1               | 2               | 3               |        |        |        |        |        |        |        |        |        |        |        |        |
| -------------- | -------------------------- | --------------- | --------------- | --------------- | ------ | ------ | ------ | ------ | ------ | ------ | ------ | ------ | ------ | ------ | ------ | ------ |
| Lujza Rodinová | Lujza Garajová Schrameková | hlavní          | hlavní          | hlavní          | hlavní | hlavní | hlavní | hlavní | hlavní | hlavní | hlavní | hlavní | hlavní | hlavní | hlavní | hlavní |
| Marián Rodina  | Marián Miezga              | hlavní          | hlavní          | hlavní          |        |        |        |        |        |        |        |        |        |        |        |        |
| Tomáš Rodina   | Gregor Miler               | hlavní          | hlavní          | hlavní          |        |        |        |        |        |        |        |        |        |        |        |        |
| Oliver Rodina  | David Krajčík              | hlavní          | hlavní          | hlavní          |        |        |        |        |        |        |        |        |        |        |        |        |
| Samko Rodina   | Maximilian Bolf            | hlavní          | hlavní          | hlavní          |        |        |        |        |        |        |        |        |        |        |        |        |
| Rasťo          | Martin Nahálka             | vedlejší        | vedlejší        | vedlejší        |        |        |        |        |        |        |        |        |        |        |        |        |
| Robo           | Róbert Jakab               | vedlejší        | Does not appear | Does not appear |        |        |        |        |        |        |        |        |        |        |        |        |
| Sandra         | Barbora Andrešicová        | vedlejší        | Does not appear | Does not appear |        |        |        |        |        |        |        |        |        |        |        |        |
| Andrea         | Andrea Karnasová           | Does not appear | vedlejší        | vedlejší        |        |        |        |        |        |        |        |        |        |        |        |        |
| babička Milka  | Dagmar Sanitrová           | Does not appear | vedlejší        | vedlejší        |        |        |        |        |        |        |        |        |        |        |        |        |
| děda Jožko     | Peter Šimun                | Does not appear | vedlejší        | vedlejší        |        |        |        |        |        |        |        |        |        |        |        |        |
| Mia            | Sára Polyaková             | Does not appear | vedlejší        | vedlejší        |        |        |        |        |        |        |        |        |        |        |        |        |
| Emka           | Noemi Poracká              | Does not appear | vedlejší        | vedlejší        |        |        |        |        |        |        |        |        |        |        |        |        |
| Nina           | Laura Petersen             | Does not appear | Does not appear | vedlejší        |        |        |        |        |        |        |        |        |        |        |        |        |
| Kamil          | Kamil Mikulčík             | Does not appear | Does not appear | hostující       |        |        |        |        |        |        |        |        |        |        |        |        |

## Vysílání
| Řada | Díly | Premiéra v SR | Premiéra v SR     | Premiéra v ČR       | Premiéra v ČR |
| Řada | Díly | První díl     | Poslední díl      | První díl           | Poslední díl  |
| ---- | ---- | ------------- | ----------------- | ------------------- | ------------- |
| 1    | 26   | 7. ledna 2016 | 23. června 2016   | 6. září 2016        | 2019          |
| 2    | 36   | 6. září 2016  | 22. prosince 2016 | (24. prosince 2016) | 2019          |
| 3    | 24   | 6. září 2017  | 13. prosince 2017 | bude oznámeno       | bude oznámeno |